# センバ太郎
センバ太郎（せんばたろう、本名不明。1911年 - 1994年）は日本の漫画家。東京都出身。
1958年『ちびくろさんぼ』『しあわせの王子』ほか作品にて第4回小学館漫画賞受賞。

## 作品リスト
- 『増さん一家』（1946年、埼玉新聞）
- 『連載マンガ僕等の人生日記』（1947年、埼玉新聞）
- 『玉さん』（1950-1952年、埼玉新聞）